# Adelaide City Football Club
Maillots
L'Adélaïde City FC est un club australien de football basé à Adélaïde.

## Historique
- 1946 : fondation du club sous le nom de Adélaïde Juventus
- 1977 : le club est renommé Adélaïde City

## Palmarès et distinctions
| Compétitions nationales | Compétitions internationales                      | Compétitions régionales                                                                                   |
| --- | ------------------------------------------------- | --- |
| - Championnat d'Australie - Champion : 1986, 1992 et 1994 - Vice-champion : 1993 et 1995 - Coupe d'Australie - Vainqueur : 1979, 1989 et 1992 - Finaliste : 1978 | - Ligue des champions de l'OFC - Vainqueur : 1987 | - South Australia Super League - Champion : 2006, 2007, 2008 et 2010 - Vice-champion : 2009, 2011 et 2012 |

### Divers
- Le club est classé 7e meilleur club de football océanien du XXe siècle par l'IFFHS.

## Anciens joueurs
- Glenn Dods